# Агрегатний індекс цін
Агрегатний індекс цін — узагальнюючий показник динаміки і співвідношення рівня цін. 
Найчастіше агрегатний індес використовується в аналізі та прогнозуванні динаміки цін товарів. Залежно від завдань аналізу обчислюють агрегатний індес цін усіх видів товарів народного споживання (загальний агрегатний індес) або окремих груп товарів (груповий агрегатний індес). 
Статистичні органи обчислюють:
- індекси оптових цін на промислову продукцію;
- індекси закупівельних цін;
- індекси цін на продукцію будівництва;
- індекси роздрібних цін;
- індекси цін у недержавному секторі торгівлі;
- індекси цін на послуги;
- індекси цін зовнішньої торгівлі.